# Convenção de Seneca Falls

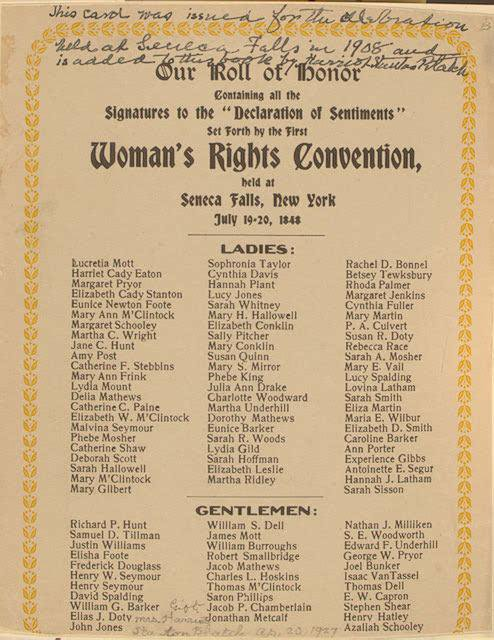
ulheres e homens que participaram da Convenção de Seneca Falls.

A Convenção de Seneca Falls (em inglês:  Seneca Falls Convention) ocorreu de 19 a 20 de julho de 1848 na localidade de Seneca Falls, no estado de Nova Iorque, sendo a primeira convenção sobre os direitos da mulher nos Estados Unidos. 
Este evento histórico foi em uma igreja metodista. As organizadoras da conferência foram Lucretia Mott e Elizabeth Cady Stanton. Resultou desse encontro, pois, a publicação da famosa Declaração de Seneca Falls ou a Declaração de sentimentos, como elas a chamaram, que foi um documento baseado na Declaração de Independência dos Estados Unidos e no qual foram denunciadas as restrições, sobretudo no campo da política, às quais estavam submetidas as mulheres: Não poder votar, não comparecer a eleições, não poder ocupar cargos públicos, não poder afiliar-se a quaisquer organizações políticas ou prestar quaisquer assistência em reuniões políticas. 
A imprensa da época, em boa parte, não aprovou do movimento político das mulheres. Por exemplo, o jornal Oneida Whig reprovou a convenção politizada das mulheres afirmando que ela foi o incidente mais chocante e anormal na história da mulher até então... indagando a seus leitores: 
Se as nossas senhoras continuarem a insistir em votar e no direito de legislar, onde, cavalheiros, ficarão as nossas refeições e onde descansarão os nossos cotovelos? Onde estarão os nossos pés ao fogo domésticos junto à lareira, e quem ficará para remendar os buracos de nossa meias?"

## Antecedentes
Por volta de 1840, os Estados Unidos passou por uma grande mudança cultural e econômica. Nos anos entre a Revolução e a Convenção Constitucional, as fronteiras geográficas da nação e o número total da população duplicaram, sendo que a população havia se concentrado notavelmente em direção ao oeste do país. Nem todos os estadunidenses deram boas-vindas a todas essas mudanças. Num esforço para recobrar um sentido de comunidade e controle sobre seu próprio futuro e o futuro da nação, os americanos, especialmente as mulheres, se uniram para reformar o país. A Convenção de Seneca Falls faz parte desse período de grandes movimentos sociais e de reformas. 
As mulheres da era revolucionária, tais como Abigail Adams e Judith Sargent Murray, levantaram perguntas sobre o que a Declaração da Independência significaria para elas. Foi isso que levou cerca de trezentas pessoas, na maior parte mulheres, a se congregarem em conferência pela primeira vez em Seneca Falls (onde existe um monumento comemorativo).
Em 1834, a Sociedade Reformista Feminina de Nova Iorque foi estabelecida com Lydia Finney atuando como presidente. Procurou-se manter as mulheres fora da prostituição. Outras líderes feministas, tal como Dorothea Dix, concentraram suas energias na reforma das prisões durante a década de 30. Foi durante esse período que surgiu o papel de mulheres como educadoras. Catherine Beecher estabeleceu várias academias para mulheres. Finalmente, o movimento abolicionista deu às mulheres outra oportunidade de se envolver fora da esfera doméstica.